# Robert Torrens

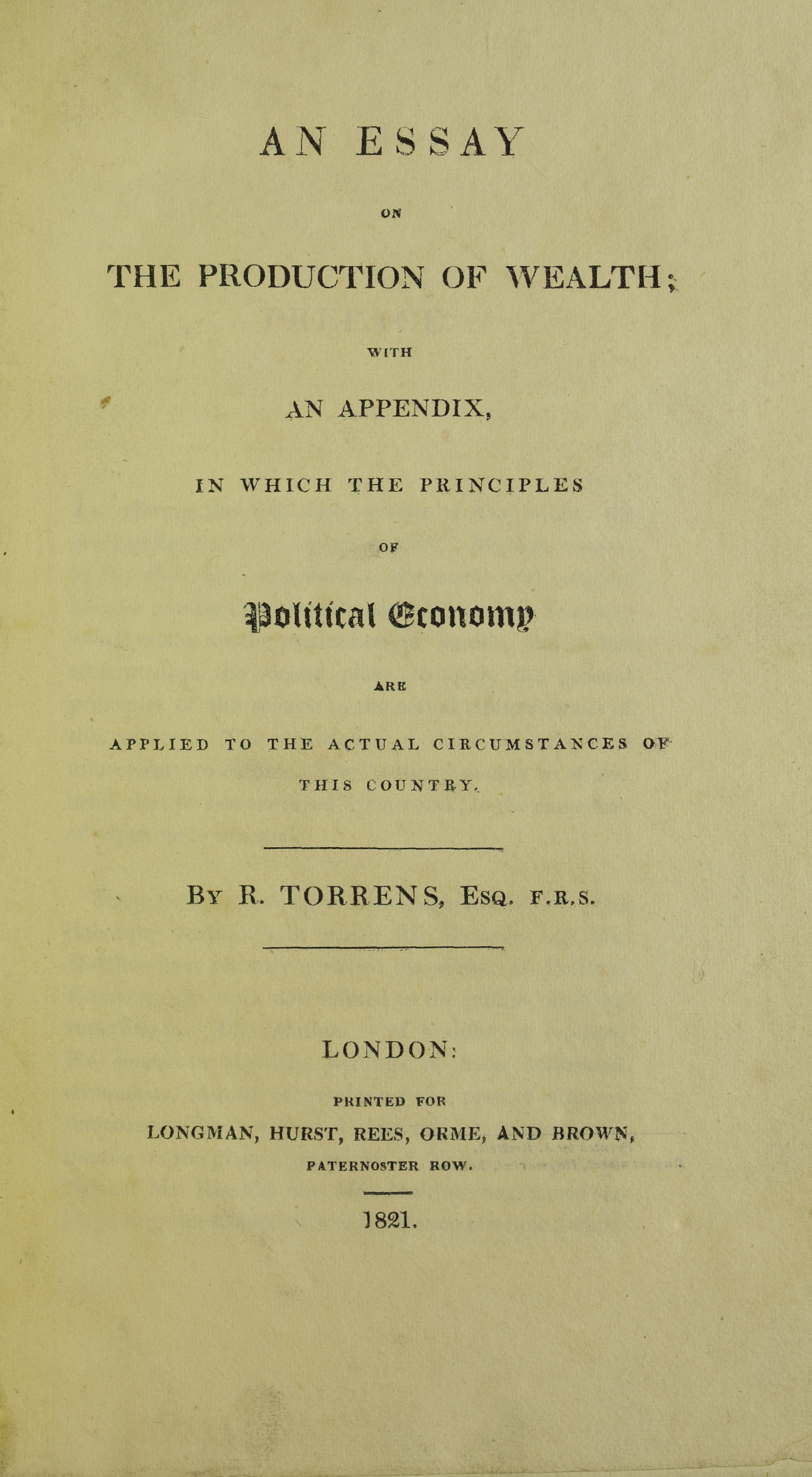
Essay on the production of wealth, 1821

Robert Torrens (* 1780 in Hervey Hill, County Londonderry; † 27. Mai 1864 in Bayswater, London) war ein britischer Offizier, Ökonom und Anhänger des Freihandels.
Er diente, insbesondere während der Koalitionskriege bei den Royal Marines und erreichte schließlich den Rang eines Major und Brevet-Rang eines Lieutenant-Colonel.
1819 wurde er als Fellow in die Royal Society aufgenommen.
Torrens vertrat gemeinsam mit David Ricardo die These, wonach die Basisgeldmenge begrenzt werden müsse. Die gegenteilige These, wonach der Geldbedarf einer Volkswirtschaft sich von alleine regeln würde, vertraten dagegen John Fullarton und Thomas Tooke.
Torrens wurde darüber hinaus als Schöpfer des „Terms of Trade“-Arguments bekannt, das besagt, dass ein Land mit bedeutendem Anteil an der Weltnachfrage (eines Gutes) durch die Erhebung von Zöllen die Weltnachfrage und damit den Weltmarktpreis beeinflussen und sich zusätzliche Wohlfahrt auf Kosten seiner Handelspartner aneignen könne. Torrens vertrat 1844 dies Argument im umgekehrten Zusammenhang: Die britische Regierung unter Robert Peel drohe durch die Abschaffung der Getreidezölle der nationalen Wohlfahrt Englands zu schaden, während sie nach dem Theorem des komparativen Vorteils der Weltwohlfahrt nütze. Torrens gilt daher gemeinsam mit John Stuart Mill als Schöpfer des Konzepts der Terms of Trade.
Nach ihm ist der River Torrens in South Australia benannt.
Sein Sohn Robert Richard Torrens war 1857 Premierminister von South Australia.